# Marquisat de Grane
 (mai 2019).
Si vous disposez d'ouvrages ou d'articles de référence ou si vous connaissez des sites web de qualité traitant du thème abordé ici, merci de compléter l'article en donnant les références utiles à sa vérifiabilité et en les liant à la section « Notes et références ».
Le marquisat de Grane (en italien Marchesato di Grana) est un fief impérial mineur autour de Grana. 
Créé en 1164 par Frédéric Barberousse, il est attribué à Guillaume dit l'Ancien, 7e marquis du Montferrat.
Le fief passe aux Gonzague de Mantoue en 1559.
En 1589, Vincent Ier Gonzague élève le fief à marquisat et le confie à sa maîtresse Agnese Argotta qui épouse Prospero del Carretto : il appartient ainsi aux del Carretto.